# 阿西涅
阿西涅（法語：Acigné，法語發音：[asiɲe]），法国西北部城市，布列塔尼大区伊勒-维莱讷省的一个市镇，隶属于雷恩区，其市镇面积为29.55平方公里，2022年1月1日时人口数量为6,911人，在法国城市中排名第1,553位。
阿西涅位于伊勒-维莱讷省中部偏东，省会雷恩的正东方向，沃夫尔河在此注入维莱讷河，是一个区域性的中心城市，也是雷恩都会区的组成部分。

## 地名来源
阿西涅的地名来源尚存在争议，“Acigné”一名可能出自高卢人名“Acinius”；亦可能出自拉丁语单词“accinere”，意为“被环绕”。
阿西涅的布列塔尼语名称为“Egineg”。截至2023年7月，阿西涅尚未加入布列塔尼语言保护组织。

## 历史

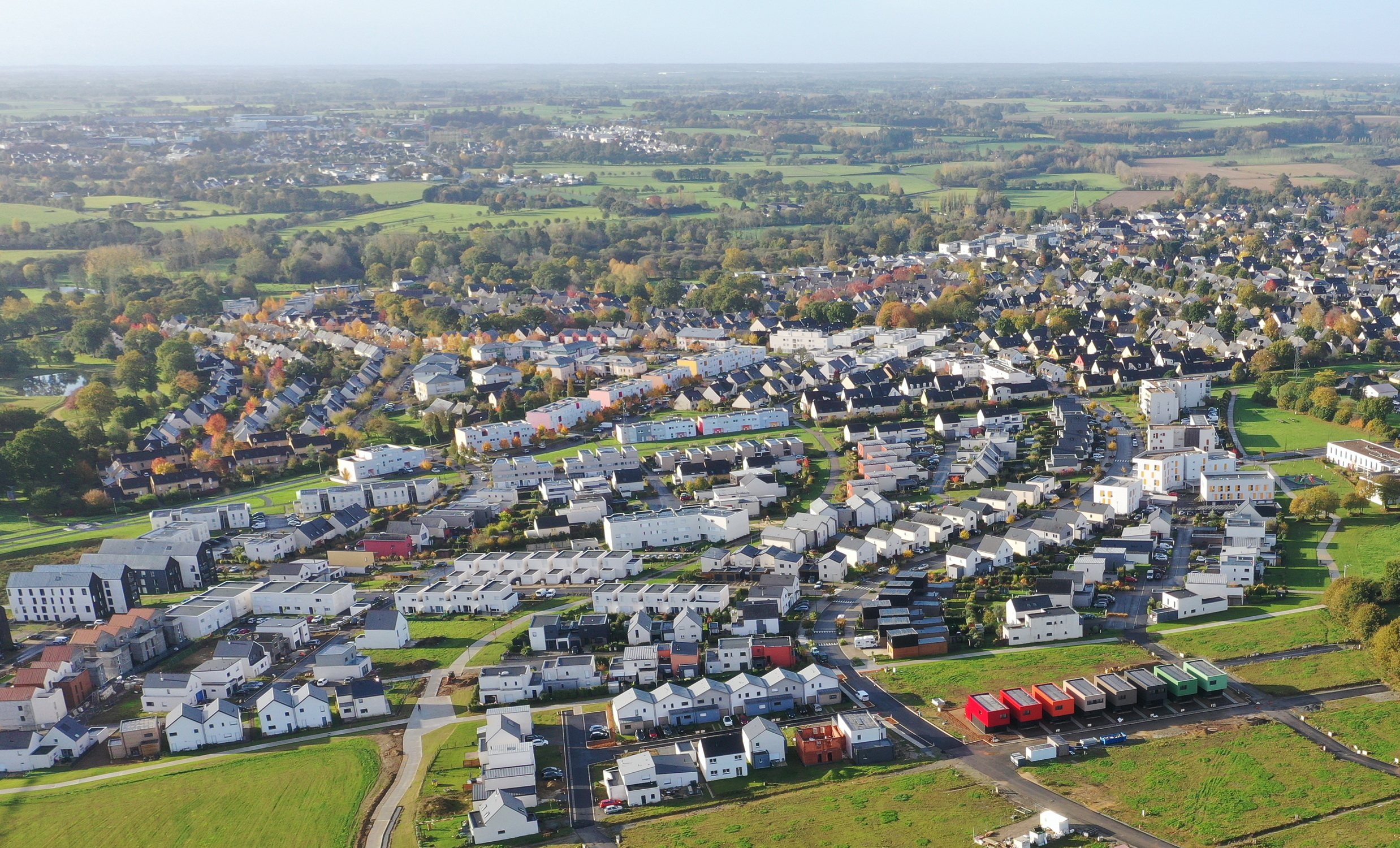
航拍阿西涅的新兴居民区

阿西涅的早期历史尚不清楚，根据当地地方历史文化联盟网站的论述，阿西涅所处区域在第三纪时期尚为一片汪洋。在1970年的一次考古工作中，当地曾出土一处公元前1,000年的石器文物。公元4世纪时，传教士圣马丁将阿西涅设立为一处天主教堂区。中世纪中期，阿西涅为维特雷领主的一处土地，公元1010年，维特雷男爵维特雷的里瓦隆将阿西涅分给了他的第三个儿子雷诺（Renaud d'Acigné），由此开辟了阿西涅家族。13世纪初，阿西涅领主阿兰（Alain d'Acigné）曾参与法兰西国王路易十一的军队，此举引发布列塔尼公爵皮埃尔一世的不满，后者于1234年放火烧毁了阿西涅家族宅邸（一说1224年）。中世纪末期，阿西涅地区曾出现少量葡萄酒种植园，但此后因气候及地理原因而逐渐消失。1639年，阿西涅发生特大旱灾。法国大革命后，阿西涅成为伊勒-维莱讷省的一个市镇。20世纪初，伊勒-维莱讷地方铁路系统的一条铁路曾由阿西涅通过，后因公路的兴起而逐渐废弃。第一次世界大战期间，阿西涅共有74名居民及士兵遇难，战后当地修建了市镇烈士公墓。自20世纪末起，得益于雷恩的城市扩张及通勤列车的开行，阿西涅人口数量快速增加，其市区四周兴建了多处居民区。
在地方文化研究方面，当地地方史爱好者于1998年创建了“曾经的阿西涅联盟”（Association Acigné Autrefois）。

## 地理

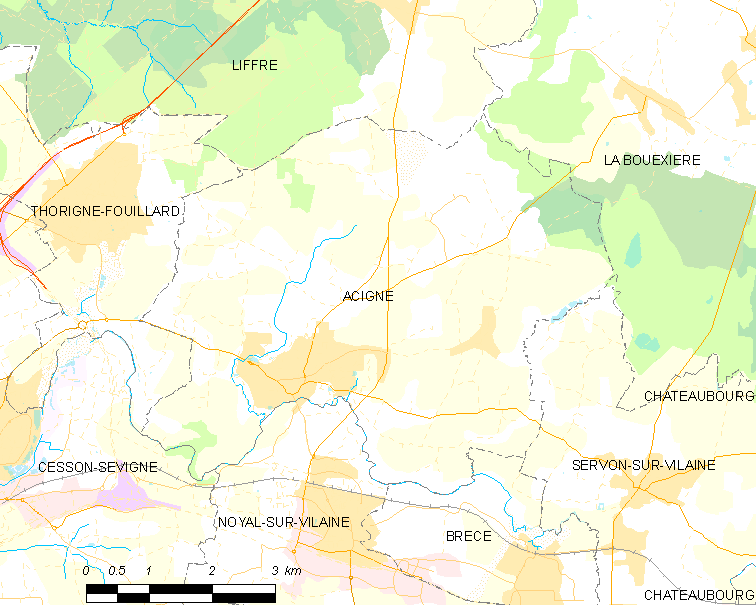
阿西涅市镇范围地图

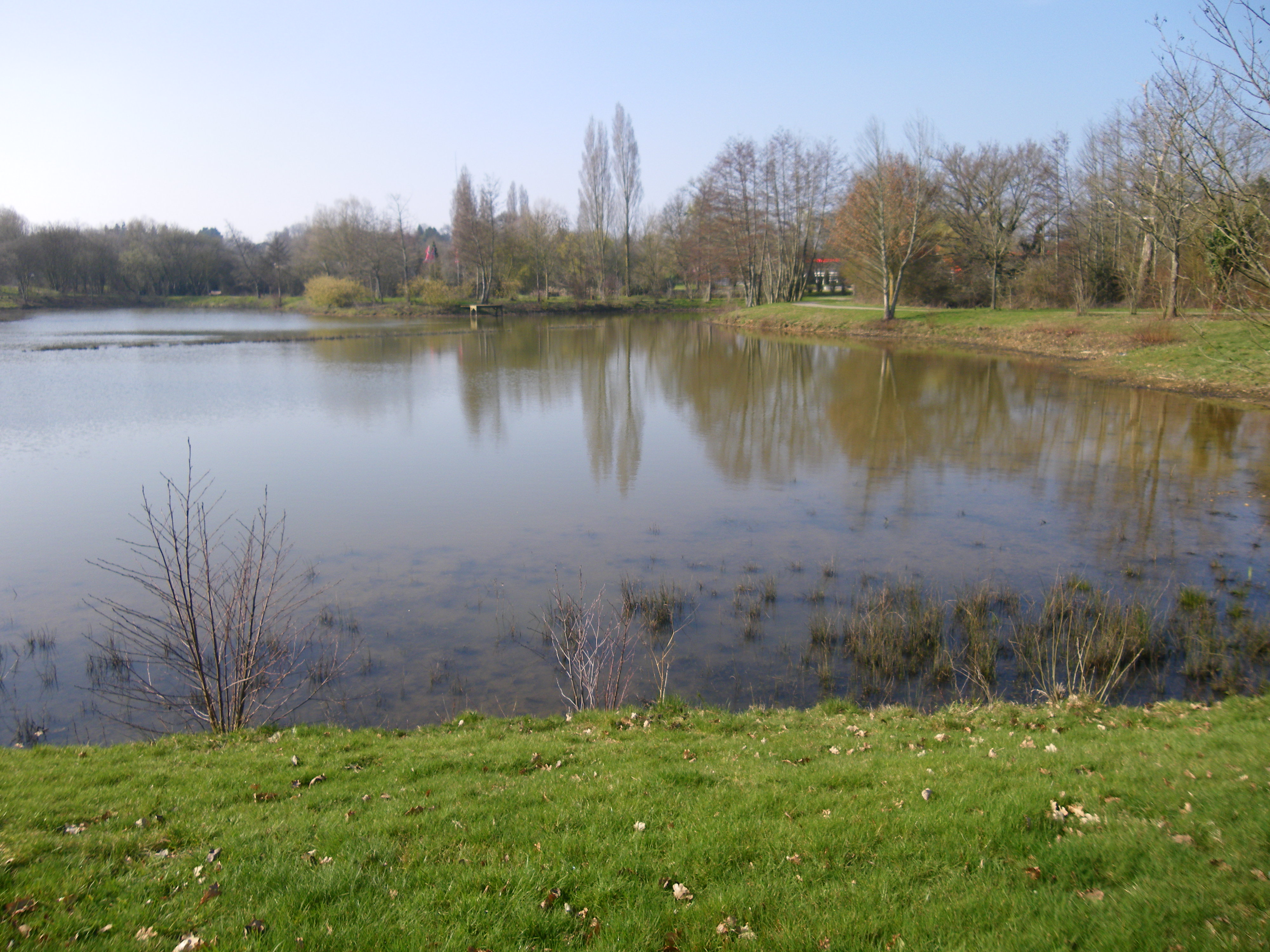
阿西涅的一处湖泊

阿西涅法国西北部，布列塔尼大区东部和伊勒-维莱讷省中部偏东，距离省会雷恩大约11公里。与阿西涅接壤的市镇包括：布雷塞、托里涅-富亚尔、利夫雷、拉布埃西耶尔、塞松塞维涅、维莱讷河畔塞尔翁和维莱讷河畔努瓦亚勒。

### 地形
阿西涅位于阿摩里卡丘陵东北部，境内以平原为主，市镇中心地势较为平坦，东北侧略有起伏，全境海拔在29到96米之间。

### 水文
维莱讷河自东向西流经阿西涅市区南部，其右岸支流沃夫尔河自北向西南流经市区北部和西部，并在市区西南部注入维莱讷河，两河交汇处内侧有一处小型湖泊，其附近开辟有人工绿道。

### 植被
阿西涅属于温带阔叶混交林区，当地自然景观多博卡日地貌，林地主要分布于河流附近。
在鲜花城市的评比中，阿西涅暂未被评级。

### 气候
阿西涅在柯本气候分类法中属于温带海洋性气候（Cfb），全年温差较小，降水分布均匀。
距离阿西涅最近的常年气象站为雷恩气象站，以下为该气象站的数据：
| 雷恩 1981年－2022年 | 雷恩 1981年－2022年 | 雷恩 1981年－2022年 | 雷恩 1981年－2022年 | 雷恩 1981年－2022年 | 雷恩 1981年－2022年 | 雷恩 1981年－2022年 | 雷恩 1981年－2022年 | 雷恩 1981年－2022年 | 雷恩 1981年－2022年 | 雷恩 1981年－2022年 | 雷恩 1981年－2022年 | 雷恩 1981年－2022年 | 雷恩 1981年－2022年 |
| 月份                | 1月                 | 2月                 | 3月                 | 4月                 | 5月                 | 6月                 | 7月                 | 8月                 | 9月                 | 10月                | 11月                | 12月                | 全年                |
| ------------------- | ------------------- | ------------------- | ------------------- | ------------------- | ------------------- | ------------------- | ------------------- | ------------------- | ------------------- | ------------------- | ------------------- | ------------------- | ------------------- |
| 历史最高温 °C（°F） | 16.8 (62.2)         | 20.9 (69.6)         | 23.4 (74.1)         | 28.7 (83.7)         | 30.8 (87.4)         | 36.3 (97.3)         | 40.1 (104.2)        | 39.5 (103.1)        | 34.8 (94.6)         | 30 (86)             | 21.4 (70.5)         | 18 (64)             | 40.1 (104.2)        |
| 平均高温 °C（°F）   | 8.7 (47.7)          | 9.6 (49.3)          | 12.7 (54.9)         | 15.2 (59.4)         | 18.9 (66.0)         | 22.2 (72.0)         | 24.5 (76.1)         | 24.3 (75.7)         | 21.6 (70.9)         | 17 (63)             | 12.1 (53.8)         | 9.1 (48.4)          | 16.3 (61.4)         |
| 日均气温 °C（°F）   | 5.8 (42.4)          | 6.1 (43.0)          | 8.6 (47.5)          | 10.5 (50.9)         | 14.1 (57.4)         | 17.1 (62.8)         | 19.1 (66.4)         | 19 (66)             | 16.5 (61.7)         | 13.1 (55.6)         | 8.8 (47.8)          | 6.2 (43.2)          | 12.1 (53.7)         |
| 平均低温 °C（°F）   | 3 (37)              | 2.6 (36.7)          | 4.5 (40.1)          | 5.9 (42.6)          | 9.3 (48.7)          | 11.9 (53.4)         | 13.8 (56.8)         | 13.7 (56.7)         | 11.4 (52.5)         | 9.1 (48.4)          | 5.5 (41.9)          | 3.3 (37.9)          | 7.8 (46.1)          |
| 历史最低温 °C（°F） | −16.9 (1.6)         | −19 (−2)            | −7.3 (18.9)         | −3.2 (26.2)         | −1.2 (29.8)         | 0.8 (33.4)          | 5.5 (41.9)          | 1.6 (34.9)          | 1.9 (35.4)          | −4.6 (23.7)         | −7.5 (18.5)         | −12.6 (9.3)         | −19 (−2)            |
| 平均降水量 mm（）   | 67.6 (2.66)         | 49.1 (1.93)         | 51.6 (2.03)         | 50.9 (2.00)         | 67.2 (2.65)         | 46.7 (1.84)         | 49.1 (1.93)         | 37.8 (1.49)         | 59 (2.3)            | 74.8 (2.94)         | 67.5 (2.66)         | 72.7 (2.86)         | 694 (27.29)         |
| 月均日照時數        | 69.1                | 87.2                | 128.4               | 162.7               | 191.2               | 217.3               | 210.7               | 205.5               | 177.8               | 117.5               | 81.3                | 68.6                | 1,717.3             |
| 来源：infoclimat.fr |                     |                     |                     |                     |                     |                     |                     |                     |                     |                     |                     |                     |                     |

## 行政区划
阿西涅的市镇编号为35001，邮政编号为35690。
在行政管理方面，阿西涅隶属于法国布列塔尼大区伊勒-维莱讷省雷恩区；在地方选举方面，阿西涅隶属于利夫雷县，其市镇范围全境被划入伊勒-维莱讷省第二选区；在社会管理方面，阿西涅是雷恩都会区的组成部分。
截至2023年7月，阿西涅市镇范围内暂无城市敏感街区及城市政策优先街区。
法国国家统计与经济研究所（简称）在进行数据统计时，将阿西涅单独设为阿西涅城市核心区（Unité urbaine d'Acigné），并将包括核心区在内的周边共182个市镇划为雷恩城市区。自2020年起，雷恩城市区被包含183个市镇的雷恩城市辐射区代替。此外，还将阿西涅市镇分为了两个“块区”（IRIS），以便于统计人口分布情况。

## 交通

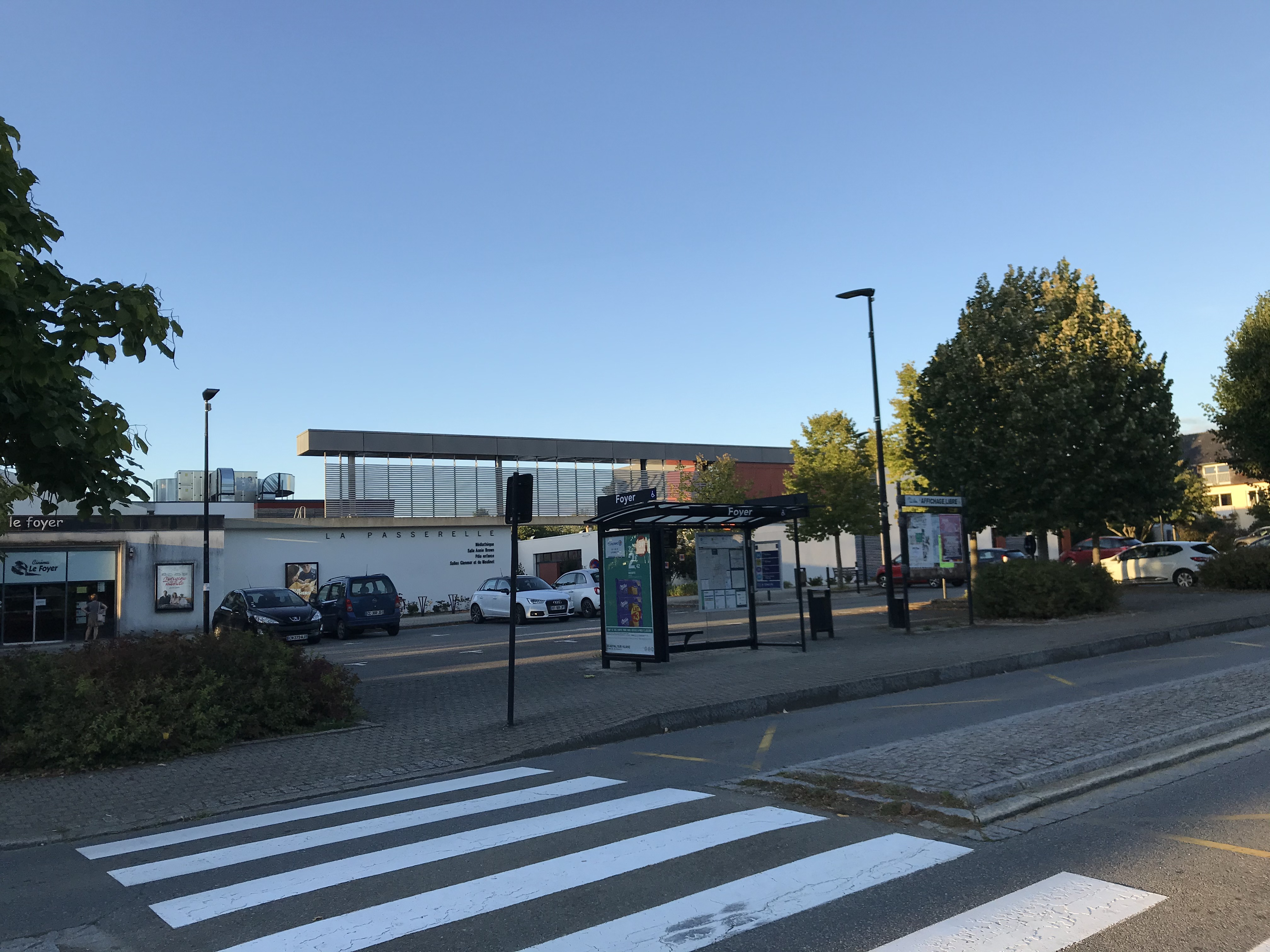
阿西涅的一处公交车站

### 公路
伊勒-维莱讷省省道D29线、D92线和D100线在阿西涅境内交汇。布列塔尼大区下属的城际客运提供校车线路，可前往周边部分市镇。
| 26 | 10 |

| 雷恩 | 13 |

| 让泽 | 22 |

| 利夫雷 | 11 |

2019年，88.2%的阿西涅家庭拥有至少一辆私人汽车。2017年，阿西涅境内共发生各类交通事故3起，造成3人受伤，其中1人重伤。

### 铁路
努瓦亚勒-阿西涅站位于巴黎－布雷斯特铁路上，维莱讷河畔努瓦亚勒境内，距离阿西涅市区大约2公里。该站停靠往返于雷恩和拉瓦勒一线的区域列车。

### 航空
距离阿西涅最近的民用航空站为20公里外的雷恩机场。

### 城市公共交通
阿西涅是雷恩城市公共交通（商业名称为）的服务范围，后者是雷恩都会区的城市公共交通系统。截至2023年7月，该系统共包括两条地铁和数十条公交线路，其中雷恩公交64路和快164线经过阿西涅境内并设有站点。

## 政治

### 市政内阁

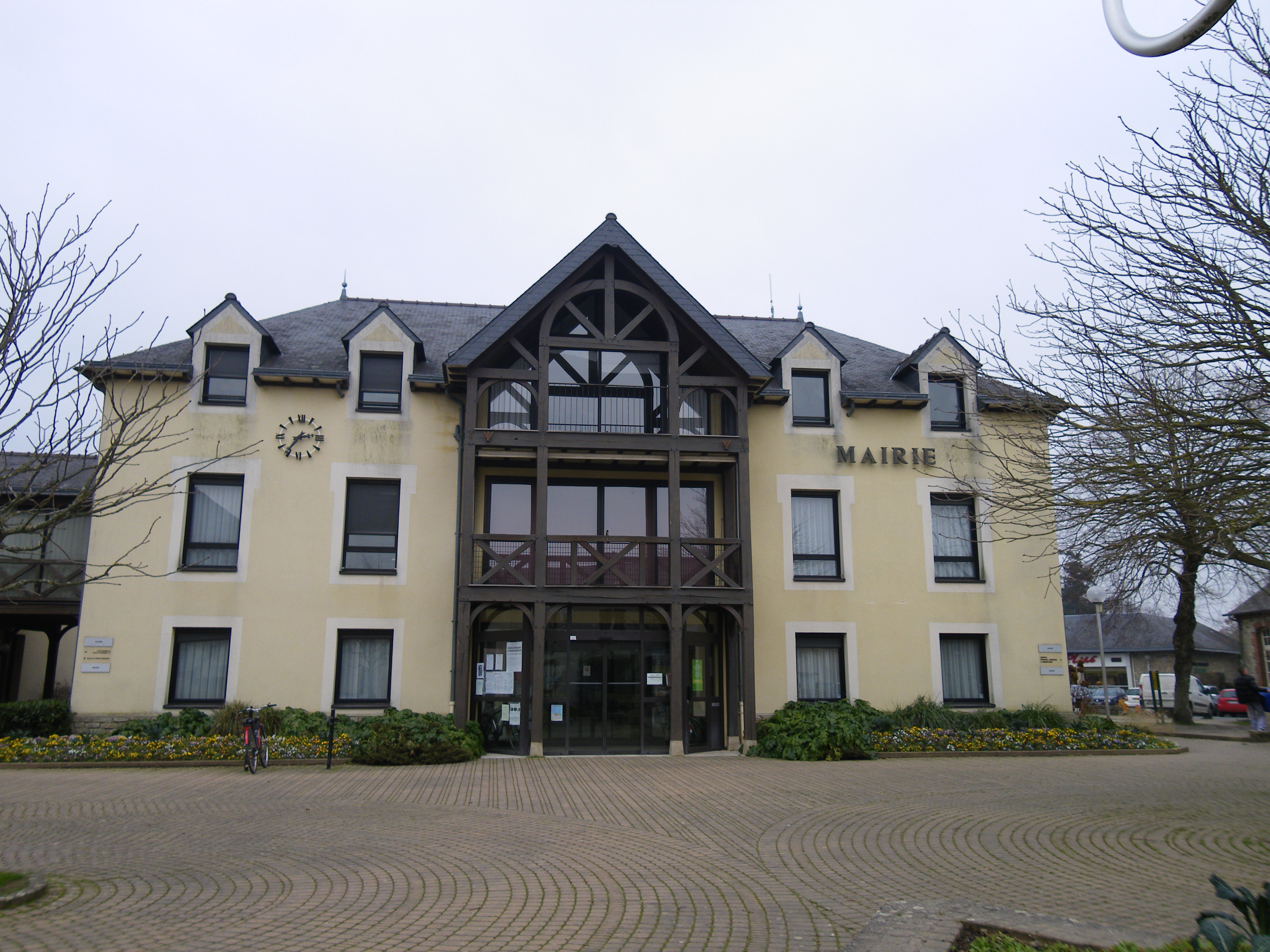
阿西涅市政厅

阿西涅的现任市长为奥利维耶·德阿斯先生（Olivier DEHAESE），他是一名左翼无党派人士，在2020年的市政选举中获得了80.23%的支持率。
| 阿西涅历届市长 | 阿西涅历届市长                       | 阿西涅历届市长              |
| 任期           | 市长                                 | 党派                        |
| -------------- | ------------------------------------ | --------------------------- |
| 1945年－1947年 | François LOUAPRE 弗朗索瓦·卢阿普尔   | 不详                        |
| 1947年－1971年 | Charles DE TRÉVERRET 夏尔·德特雷韦雷 | 不详                        |
| 1971年－1989年 | Michel SIMONNEAUX 米歇尔·西莫诺      | PS社会党                    |
| 1989年－2014年 | Guy JOUHIER 居伊·茹耶                | PS社会党                    |
| 2014年－       | Olivier DEHAESE 奥利维耶·德阿斯      | PS社会党 →DVG左翼无党派人士 |

### 各级选举
| 阿西涅历届投票选举结果 | 阿西涅历届投票选举结果 | 阿西涅历届投票选举结果 | 阿西涅历届投票选举结果 | 阿西涅历届投票选举结果               | 阿西涅历届投票选举结果 | 阿西涅历届投票选举结果 | 阿西涅历届投票选举结果               | 阿西涅历届投票选举结果 | 阿西涅历届投票选举结果 |
| 选举项目               | 选举范围               | 选区单位               | 选区单位内的选举结果   | 选区单位内的选举结果                 | 选区单位内的选举结果   | 选区单位内的选举结果   | 选区单位内的选举结果                 | 选区单位内的选举结果   | 参考资料               |
| 选举项目               | 选举范围               | 选区单位               | 第一轮胜出者           | 第一轮胜出者                         | 支持率                 | 第二轮胜出者           | 第二轮胜出者                         | 支持率                 | 参考资料               |
| ---------------------- | ---------------------- | ---------------------- | ---------------------- | ------------------------------------ | ---------------------- | ---------------------- | ------------------------------------ | ---------------------- | ---------------------- |
| 2017年法國總統選舉     | 法國                   | 市镇                   |                        | 埃马纽埃尔·马克龙                    | 36.13%                 |                        | 埃马纽埃尔·马克龙                    | 85.64%                 | [ 26 ]                 |
| 2017年法国立法选举     | 伊勒-维莱讷省第二选区  | 市镇                   |                        | 洛朗丝·马亚尔-梅艾涅里               | 49.25%                 |                        | 洛朗丝·马亚尔-梅艾涅里               | 80.19%                 | [ 26 ]                 |
| 2019年欧洲议会选举     | 法國                   | 市镇                   |                        | 纳塔莉·卢瓦索                        | 27.27%                 | （不适用）             | （不适用）                           | （不适用）             | [ 28 ]                 |
| 2021年法国省级选举     | 伊勒-维莱讷省          | 县                     |                        | 伊萨贝尔·库尔蒂涅 让-米歇尔·勒盖内克 | 56.21%                 |                        | 伊萨贝尔·库尔蒂涅 让-米歇尔·勒盖内克 | 100%                   | [ 29 ]                 |
| 2021年法国省级选举     | 伊勒-维莱讷省          | 市镇                   |                        | 伊萨贝尔·库尔蒂涅 让-米歇尔·勒盖内克 | 65.75%                 |                        | 伊萨贝尔·库尔蒂涅 让-米歇尔·勒盖内克 | 100%                   | [ 29 ]                 |
| 2021年法国大区选举     | 布列塔尼大區           | 市镇                   |                        | 洛伊格·谢奈-吉拉尔                   | 27.72%                 |                        | 洛伊格·谢奈-吉拉尔                   | 37.49%                 | [ 30 ]                 |
| 2022年法国总统选举     | 法國                   | 市镇                   |                        | 埃马纽埃尔·马克龙                    | 35.84%                 |                        | 埃马纽埃尔·马克龙                    | 80.82%                 | [ 26 ]                 |
| 2022年法国立法选举     | 伊勒-维莱讷省第二选区  | 市镇                   |                        | 特里斯唐·拉艾                        | 44.17%                 |                        | 特里斯唐·拉艾                        | 52.97%                 | [ 26 ]                 |

## 人口
2020年，阿西涅市镇人口数量为6,865，在法国排名第1,553位。其中男性3,371人，女性3,463人，75岁及以上人口占5.6%，外籍人口数量为109人，人口密度为232人/平方公里，当地居民被称为（男性）或（女性）。2020年，阿西涅境内出生72人，死亡人口45人。
| 阿西涅1901年－2020年人口变化情况 |
|                                  |
| 数据来源：Cassini、INSEE         |

## 经济

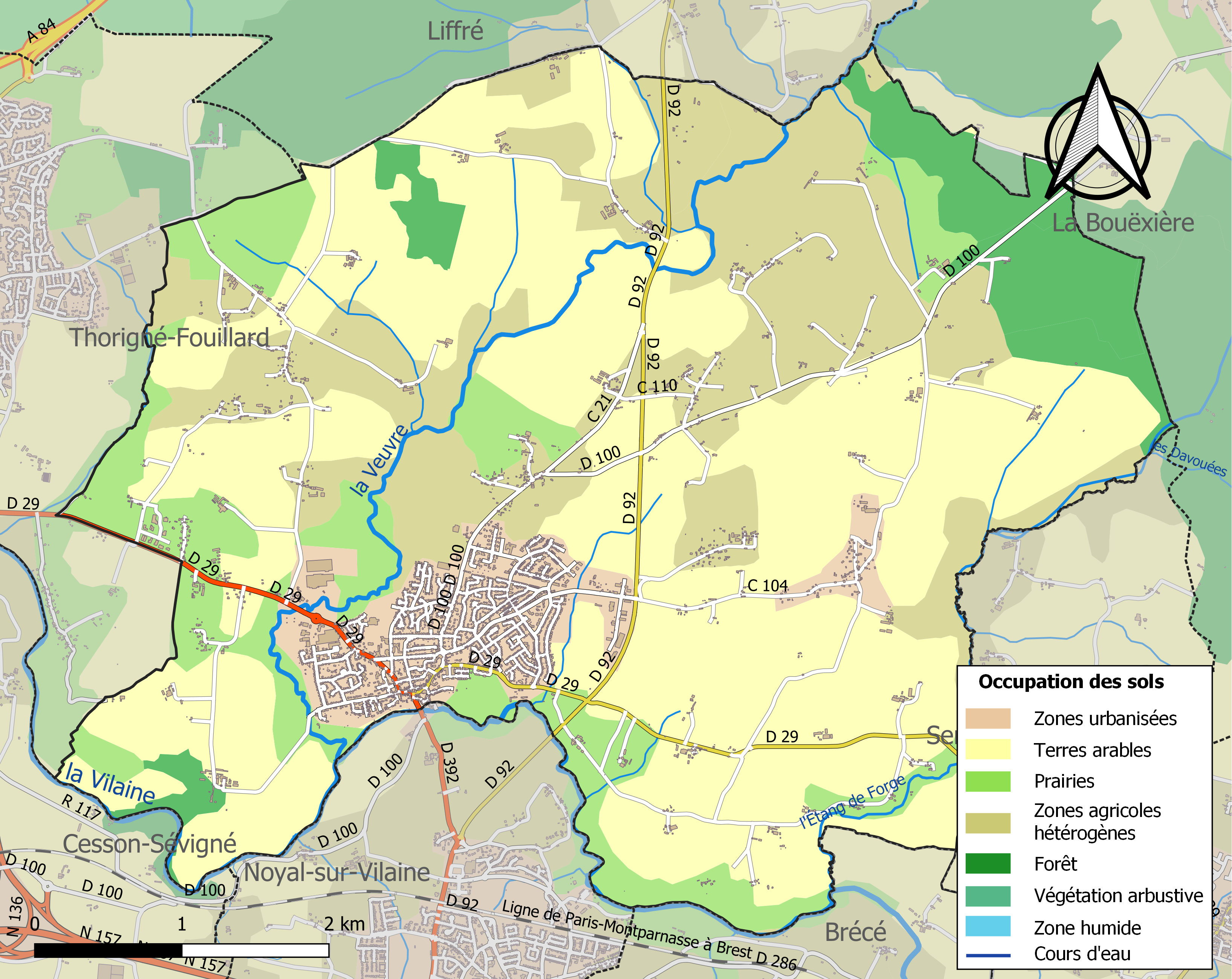
阿西涅土地利用情况地图

阿西涅是一个区域性的中心城市。截至2023年7月，阿西涅市镇范围内共有各类用人单位（包含自雇）753家，平均历史为16年，其中97.05%为中小型企业（PME），2023年5月至7月间，当地的经济活力指数为-0.13%。（液压器械生产）、（垃圾处理）及（肉制品）是当地2021年营业额最高的三个企业，分别为112,523,325欧元、3,893,013欧元和1,782,398欧元。

## 财政与居民收入
2021年，阿西涅的财政收入总额为7,303,480欧元，财政支出总额为5,494,610欧元，当年的债务总额为168,090欧元。2021年，阿西涅市镇通过增值税获得286,120欧元的收入，此外当地还共获得了344,690欧元的国家直接财政补助。
2019年，阿西涅的人均月收入总额为2,569欧元，其中高级职员为3,970欧元，低于法国平均水平（4,230欧元）；中级职员为2,304欧元，低于法国平均水平（2,411欧元）；普通职员为1,794欧元，高于法国平均水平（1,740欧元）。
2019年，阿西涅境内的贫困率为6%，青壮年（15至64岁）失业率为7.5%；当地61.0%的家庭拥有纳税资格，平均纳税3,284欧元，低于法国平均水平（3,910欧元）。

## 社会事务

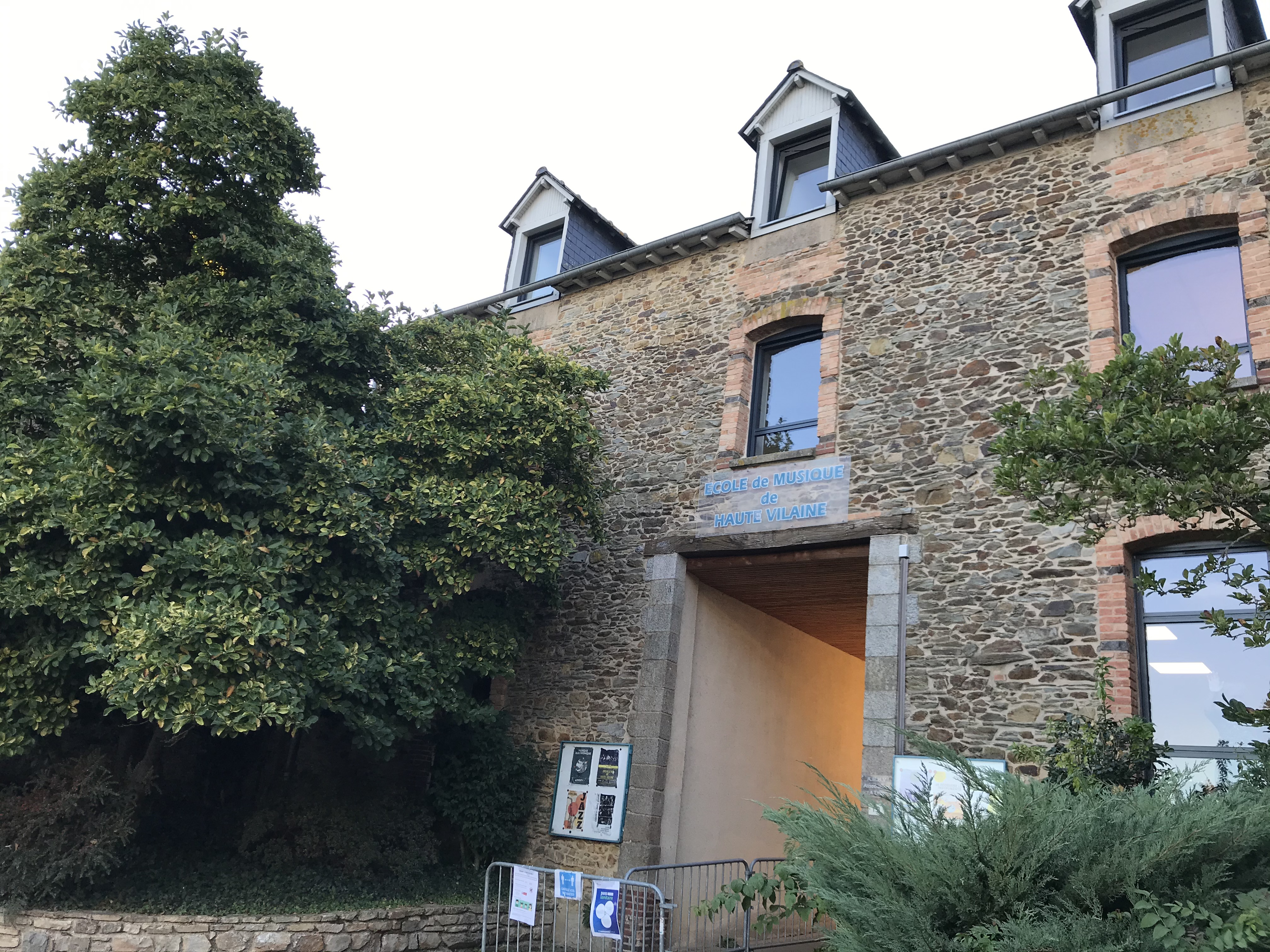
阿西涅的一所学校

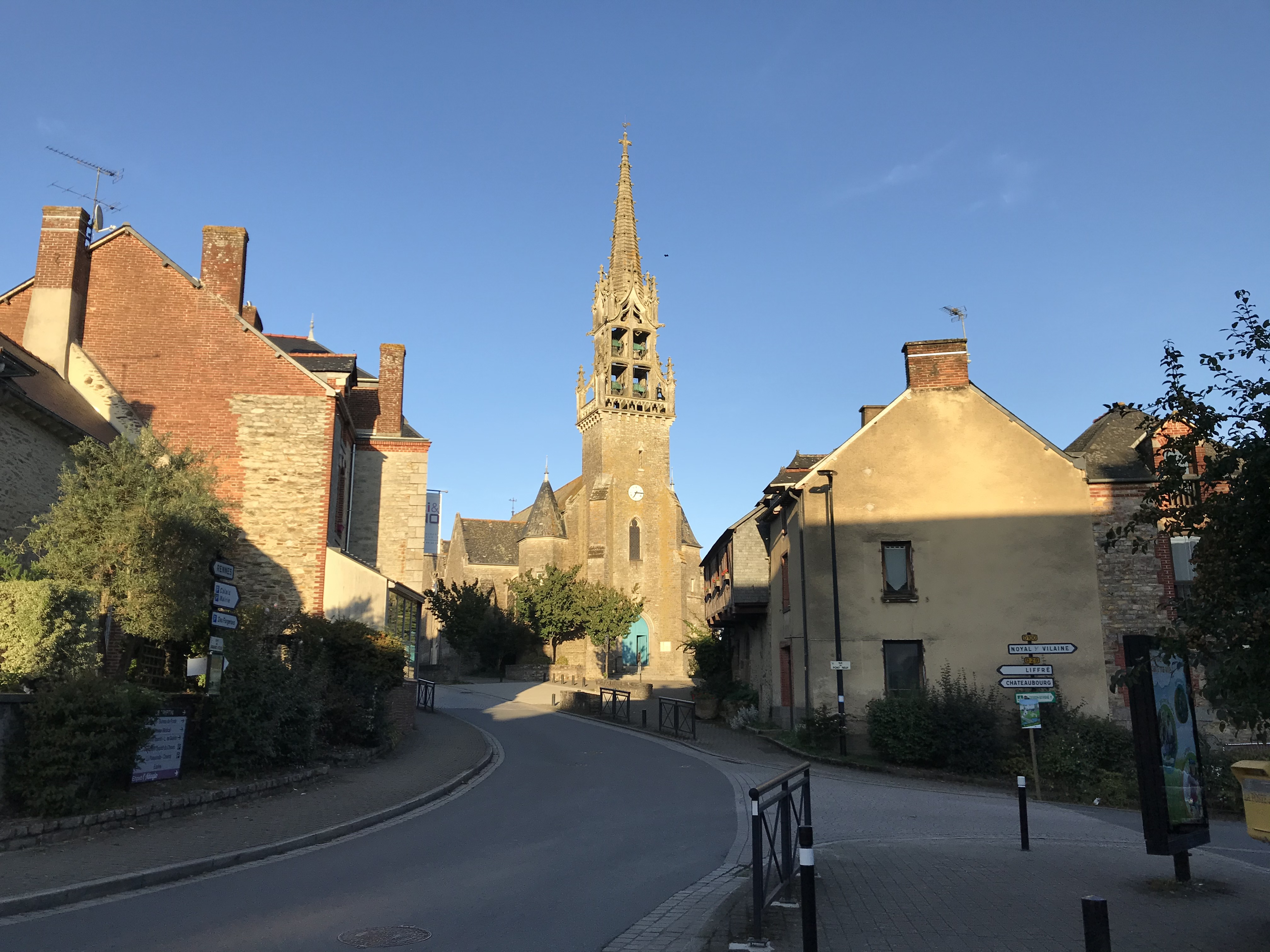
阿西涅镇中心的大炉子街

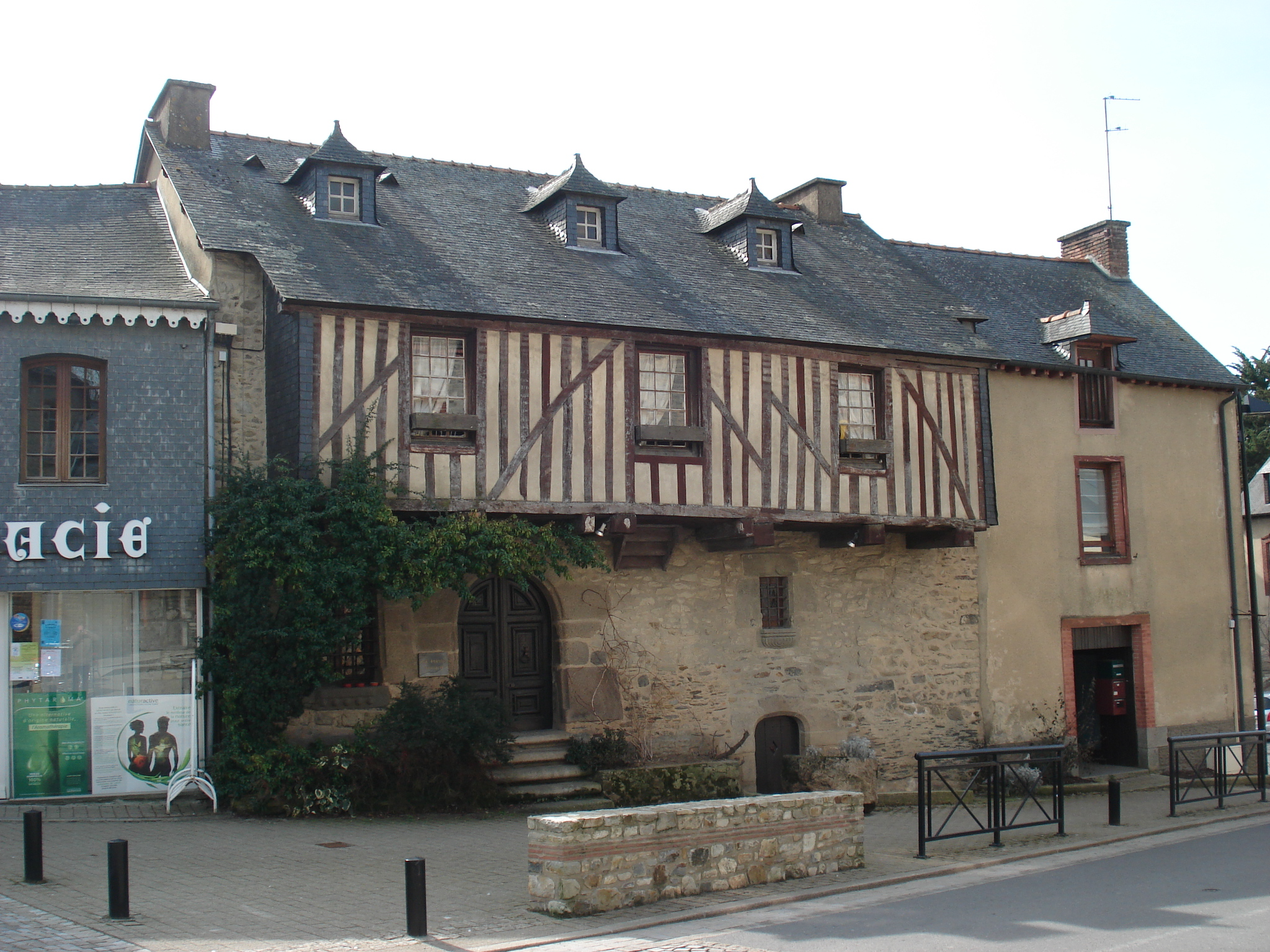
一栋传统民居

### 教育
阿西涅属于雷恩学区。截至2021年1月1日，阿西涅境内共有1所幼儿园和2所小学。

### 医疗
截至2021年1月1日，阿西涅境内共有全科医生5名、保健师8名、牙医4名、护士4名和助产士1名。境内共有药房2家、残疾人帮扶中心1家。
距离阿西涅最近的区域性医疗机构为雷恩大学中心医院，其下属的蓬沙尤医院（Hôpital Pontchaillou）位于雷恩市区，距离阿西涅的正常车程大约20分钟，该院设有床位1,201个，是当地规模最大的公立综合性医院。

### 住房
2019年，阿西涅境内共有各类住房3,009套，其中68.6%为独立式居民区，31.2%为集中式居民区。常住房屋占阿西涅市镇范围内居民建筑总量的93.6%。
在住房保障政策方面，2021年，阿西涅境内共有376户家庭获得了住房经济补助，受益人数占总人口数量的5.5%，其中353份为房租补助。

### 商业
2021年，阿西涅境内共有各类实体商铺81家，其中餐厅10家、面包房3家、肉铺1家、书店1家、装饰品店1家、美容美发店5家、汽车维修店5家。市中心建有一家家乐福超市。

### 体育
2021年，阿西涅境内共有2间体育馆、3处网球场、1处马术场、4处足球或橄榄球场以及2处篮球或排球场。
截至2023年7月，阿西涅境内共有两家注册足球俱乐部。阿西涅足球体育联盟（US Acigné Football，编号520219）是当地的代表性足球队，成立于1936年，其主队2022至2023赛季参加伊勒-维莱讷省足球联赛甲组（法国第九级别），其主场为舍夫雷体育中心（Complexe sportif du Chevré）。

### 环境
阿西涅的环境事务由其所属的雷恩都会区联合各级政府协调负责。2021年，阿西涅境内暂无污染企业。

### 治安
阿西涅及其附近的共37个市镇是雷恩国家宪兵队（zone gendarmerie de Rennes）的管辖范围。2020年，该宪兵队累计记录各类案件6,629起，其中盗窃类案件3,273起，经济类案件963起，毒品交易类案件543起。

## 文化

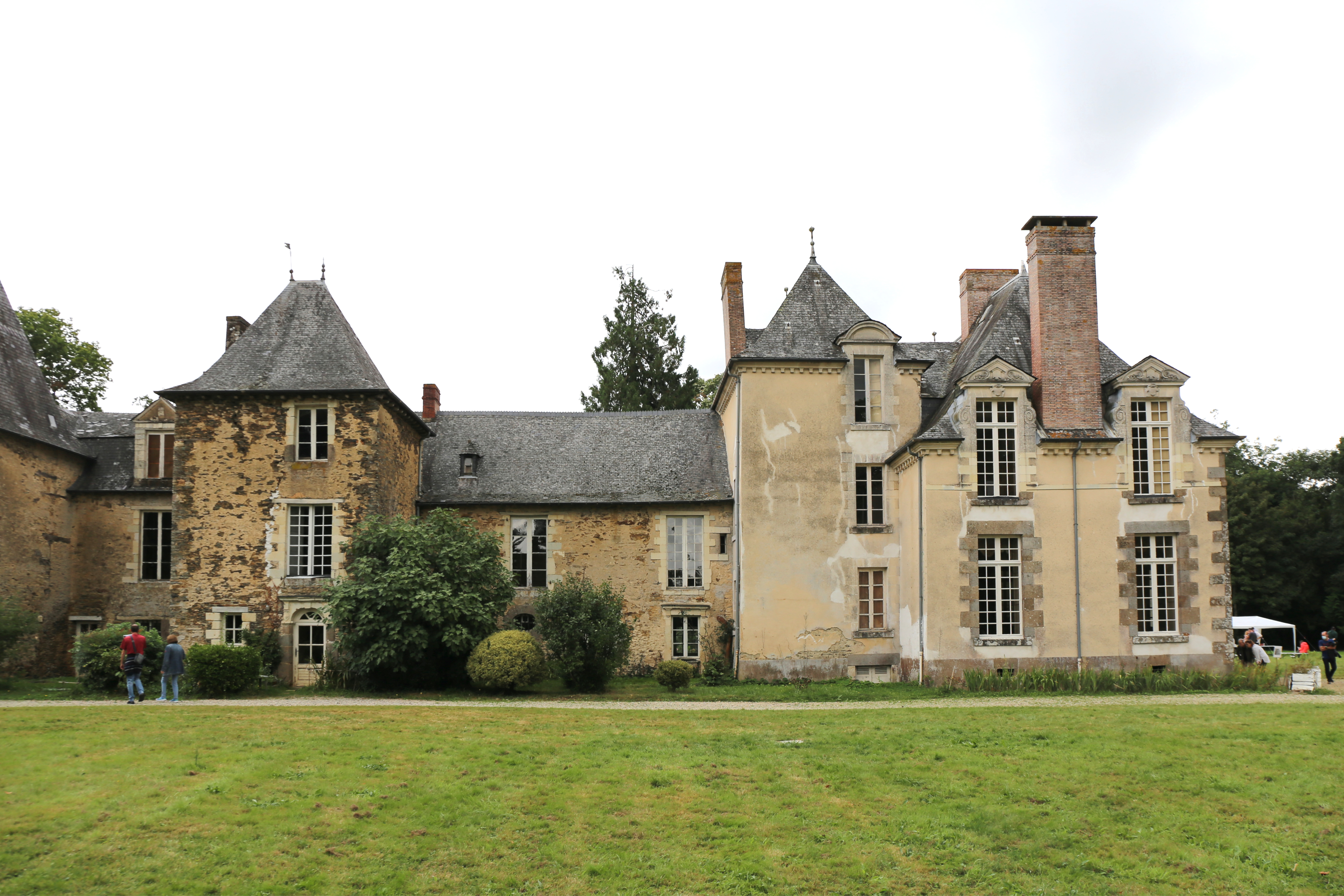
莱翁格莱城堡

2021年，阿西涅境内有1家电影院。阿西涅市政府提供多媒体中心，每周一下午和周二、三、五、六向公众开放。

### 建筑
阿西涅境内有多处历史建筑，其中圣马丁教堂（Église Saint-Martin d'Acigné）、莱翁格莱城堡等为法国国家文物保护单位。

### 旅游
阿西涅的旅游事务由其所属的雷恩都会区负责。2022年，阿西涅境内暂无任何游客接待设施。

### 媒体
法国主要的媒体均可在阿西涅接收，法国电视三台下属的布列塔尼大区频道在部分时段播出阿西涅所在伊勒-维莱讷省的地方新闻。《法国西部报》、雷恩电视台、蓝色法兰西阿摩里卡广播等是当地主要的地方性媒体。

## 相关人物
法国传教士蓝禄叶和抵抗运动成员普罗斯珀·许贝尔出生于阿西涅。

## 友好城市
截至2023年7月，阿西涅共与两座城市建立了友好城市关系：
- 德国 瓦赫滕东克
- 羅馬尼亞 大谢伊卡乡